# 大馬雷 (密歇根州)
大馬雷（英語：Grand Marais）是位於美國密歇根州阿爾傑縣的一個普查規定居民點。

## 人口
根據2020年美國人口普查的數據，大馬雷的面積為8.39平方千米，當中陸地面積為4.90平方千米，而水域面積為3.49平方千米。當地共有人口234人，而人口密度為每平方千米27.89人。